# Richard Zare
Richard Neil Zare, född 19 november 1939 i Cleveland, Ohio, är en amerikansk kemist.
Zare tog sin bachelorexamen (B.A.) 1961 och sin Ph.D.-examen i fysikalisk och analytisk kemi vid Harvard University under handledning av Dudley Herschbach. Han är professor i naturvetenskap vid Stanford University.
Zare är framför allt verksam inom laserkemi, där han utnyttjat laser för att studera kemiska reaktioner.
Han är ledamot av National Academy of Sciences och American Academy of Arts and Sciences sedan 1976, American Philosophical Society sedan 1991, utländsk medlem av Royal Society sedan 1999, utländsk ledamot av svenska Ingenjörsvetenskapsakademien sedan 2004. Han tilldelades National Medal of Science 1983 och Wolfpriset i kemi 2005.

## Utmärkelser
- National Fresenius Award,  1974
- Polanyi Medal,  1979[6]
- Earle K. Plyler-priset för molekylär spektroskopi,  1981[7]
- National Medal of Science,  1983
- Remsen Award,  1985[8]
- Irving Langmuir-priset,  1985[9][10]
- Willard Gibbs-priset,  1990[11]
- Peter Debye Award,  1991[12]
- NAS Award in Chemical Sciences,  1991
- Linus Pauling Award,  1993[13]
- Dannie-Heineman-priset,  1993
- Harvey-priset,  1993[14]
- Centenary Prize från Royal Society of Chemistry,  1997
- ACS Award in Analytical Chemistry,  1998[11]
- Harvard Centennialmedaljen,  1998[11]
- E. Bright Wilson Award in Spectroscopy,  1999[15]
- Welch's kemipris,  1999[16]
- Utländsk ledamot av Royal Society,  13 maj 1999[17]
- Arthur L. Schawlow-priset i laserfysik,  2000[18]
- Charles Lathrop Parsons Award,  2001[19]
- Faraday Lectureship Prize,  2001
- Hedersdoktor vid Hunans universitet,  2002[20]
- James Flack Norris Award for Outstanding Achievement in the Teaching of Chemistry,  2004[21]
- Wolfpriset i kemi,  2005[22]
- Oesper Award,  2006[23]
- George C. Pimentel Award in Chemical Education,  2008[24]
- Presidential Award for Excellence in Science, Mathematics, and Engineering Mentoring,  2008
- BBVA Foundation Frontiers of Knowledge Award,  2009
- F. A. Cotton Medal,  2009[25]
- Priestleymedaljen,  2010[26]
- Kung Faisals internationella pris i vetenskap, med  George M. Whitesides,  2011
- Torbern Bergmanmedaljen,  2012[27]
- Othmer Gold Medal,  2017[28]

[Redigera Wikidata]